# Graminaseius graminis
Graminaseius graminis är en spindeldjursart som först beskrevs av Chant 1956.  Graminaseius graminis ingår i släktet Graminaseius och familjen Phytoseiidae. Inga underarter finns listade i Catalogue of Life.